# Parròquia de Sant Bernat Calvó
La Parròquia de Sant Bernat Calvó és una església parroquial al Barri Fortuny de Reus, un barri creat als anys 1950 per acollir l'onada emigratòria andalusa, amb edificis de protecció oficial econòmics. El barri és a la carretera de Reus a Salou. És una obra inclosa en l'Inventari del Patrimoni Arquitectònic de Catalunya.

## Descripció
La seva església, la Parroquià de Sant Bernat Calvó a la plaça del mateix nom fou construïda amb el barri per les mateixes dates, i es dedicà al sant reusenc i bisbe de Vic  Bernat Calvó. És un edifici cantoner amb una façana quadrangular feta amb maó vermellós, al damunt d'aquesta hi ha una estructura en paraboloide de formigó armat a les dues façanes. A la cantonada té una torreta circular situada sobre la base quadrada, que acull una campana i està coronada per una creu.

## Història
La parròquia va ser important als anys seixanta perquè va donar cohesió al barri, acollint l'associació de veïns i diversos moviments polítics i sindicals. A la plaça de Sant Bernat Calvó, davant de l'església, també hi ha el monument a Marià Fortuny. El monument a aquest pintor estava situat abans a la Avenida de los Mártires, actual Plaça de la Llibertat, però quan la van remodelar es va traslladar al barri que té el seu nom.
Al principi els carrers del barri tenien noms de lletres, però en l'actualitat de comunitats espanyoles i noms d'escriptors recents com Terenci Moix o Manuel Vázquez Montalbán.

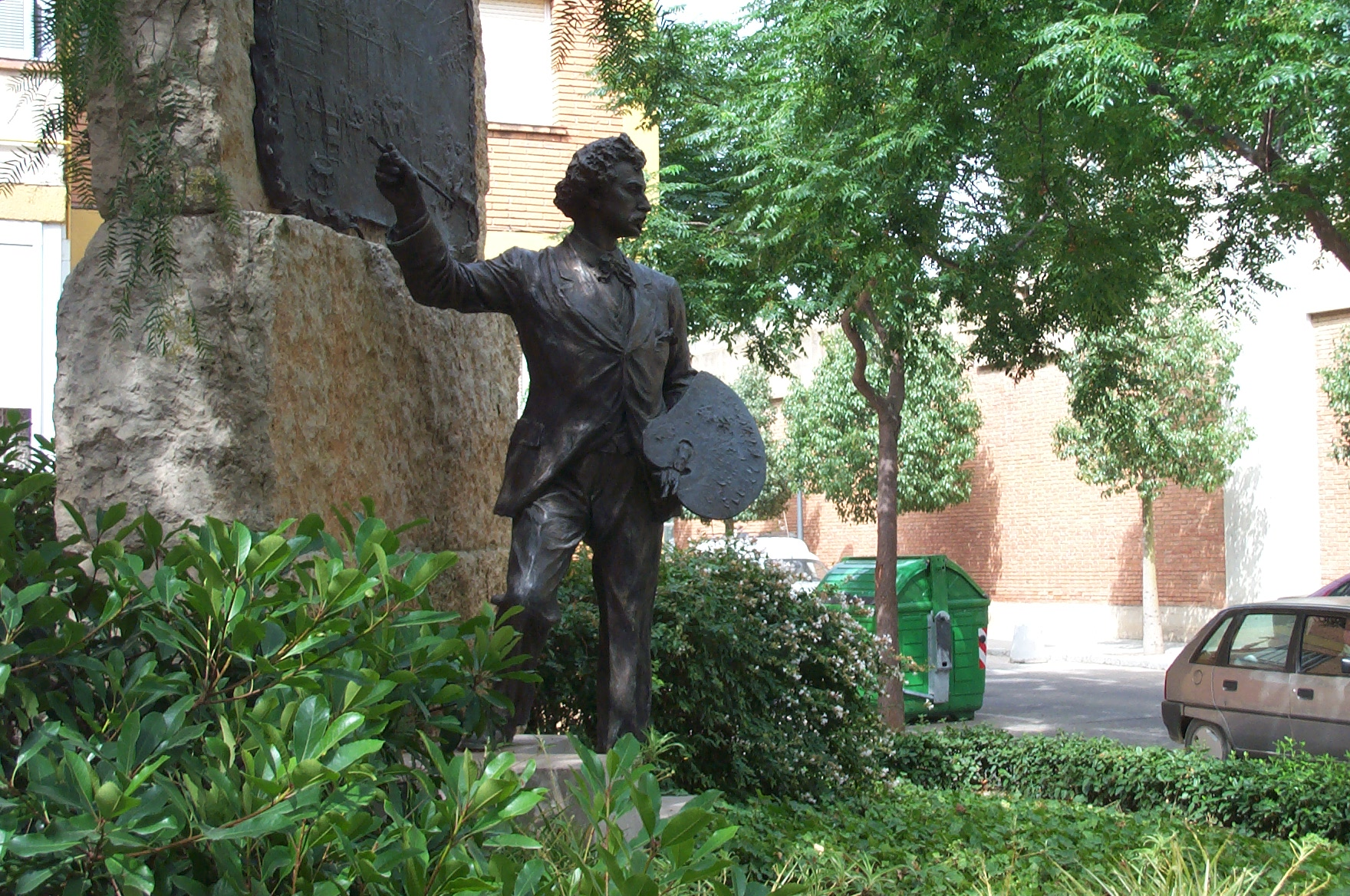
Monument a Fortuny al costat de la parròquia